# リカル・ラモス
リカル・アルトゥーロ・ラモス・コンチャ（Likar Arturo Ramos Concha、1985年9月8日 - ）は、コロンビアのプロボクサー。元WBA世界スーパーフェザー級暫定王者。

## プロ時代
アマチュア時代には主にフェザー級で多くの大会に出場しており、主に2002年中央アメリカ・カリブ海競技大会でフェザー級で銀メダルを獲得、2003年パンアメリカン競技大会にてフェザー級で金メダルを獲得した実績を引っ提げ2005年7月1日、プロデビュー。2回KO勝ち。
2009年11月19日、アンヘル・グラナドスとWBA世界スーパーフェザー級暫定王座決定戦を行い、12回3-0(2者が115-111、116-110)の判定勝ちを収め、王座獲得に成功した。
2010年2月6日、ホルヘ・ソリスと対戦し、7回2分59秒KO負けを喫し初防衛に失敗、王座から陥落した。
2011年7月16日、カンクンにあるプラザ・デ・トロスにて、WBA・WBO世界ライト級スーパー王者ファン・マヌエル・マルケスと対戦し、初回1分46秒TKO負けを喫した。
2012年5月19日、ブエノスアイレスにて、クラウディオ・アルフレド・オルメドと、WBOラテンアメリカスーパーライト級暫定王座決定戦を行い、初回ボディーショットでカウントアウトによるKO負けを喫した。

## 獲得タイトル
- WBA世界スーパーフェザー級暫定王座(防衛0)